# Stazione di Capralba
Stazione di Capralba vasútállomás Olaszországban, Lombardia régióban, Capralba településen.

## Vasútvonalak
Az állomást az alábbi vasútvonalak érintik:
- Treviglio–Cremona-vasútvonal

## Kapcsolódó állomások
A vasútállomáshoz az alábbi állomások vannak a legközelebb:
- Stazione di Casaletto Vaprio (Treviglio–Cremona-vasútvonal, dél)
- Stazione di Caravaggio (Treviglio–Cremona-vasútvonal, észak)